# Roberto Santos
Roberto Santos Lopez (ur. 30 października 1981 w Sant Antoni de Portmany) – hiszpański bokser zawodowy, były mistrz unii europejskiej w kategorii średniej.

## Kariera zawodowa
Jako zawodowiec zadebiutował 6 czerwca 2004 roku, pokonał wówczas rodaka Carlosa Vidala przez TKO w 4 rundzie.
10 marca 2006 roku zanotował pierwszą w karierzę porażkę, w 10 rundowym pojedynku uległ przez TKO w 7 rundzie Rubenowi Diazowi. Stawką walki było mistrzostwo Hiszpanii w wadze średniej.
21 listopada 2008 roku pokonał jednogłośnie na punkty rodaka Toniego Tomasa, zdobywając pas WBC Mundo Hispano w wadze super średniej. Ich pierwszy pojedynek odbył się w 2003 roku i po 6 rundach zwyciężył Tomas. Walkę uznano za nieodbytą, gdyż została uznana za nieprofesjonalną.
28 sierpnia 2009 roku pokonał przez TKO w 5 starciu Miguela Angela Penę, zdobywając tytuł mistrza Hiszpanii w wadze super średniej.
15 maja 2010 roku zwyciężył przez TKO w 8 rundzie Othmana Amnada, rewanżując się za 2 porażki z początku kariery.
25 lutego 2011 roku zmierzył się z Nikolą Sjekloćą. Santos przegrał jednogłośnie na punkty (111-118, 113-115, 113-117), nie znajdując sposobu na znacznie wyższego Sjeklocę.
W następnym pojedynku zmierzył się z bardzo doświadczonym Francuzem François Bastientem. W walce zakontraktowanej na 12 rund, Santos zwyciężył przez TKO w 11 rundzie, zdobywając pas WBO European.
25 lutego 2012 roku walczył z niepokonanym Niemcem Dominikiem Britschem. Hiszpan miał być łatwym rywalem dla Britscha, jednak okazało się inaczej. Pierwsze rundy należały do agresywnie boksującego Britscha, jednak z czasem do głosu dochodził Hiszpan. Ostatecznie walka zakończyła się remisem po bardzo wyrównanej walce.
15 września 2012 roku doszło do rewanżu. Początek również należał do Britscha, jednak Hiszpan szybko przejął inicjatywę posyłając go na deski w 7 rundzie. Santos dokończył robotę w 8 rundzie, zasypując Britscha serią ciosów, po których sędzia postanowił przerwać pojedynek. Stawką walki było mistrzostwo unii europejskiej w wadze średniej.
2 listopada 2012 roku w pierwszej obronie pasa, zmierzył się z Marcosem Naderem. Lepszy technicznie Nader zdominował pierwszą część pojedynku, ale w drugiej połowie lepiej przygotowany kondycyjnie Santos przejął inicjatywę. Ostatecznie walka zakończyła się remisem (114-114, 114-115, 114-114) i Santos obronił tytuł.